# Nagele
Nagele is een dorp in de gemeente Noordoostpolder, in de Nederlandse provincie Flevoland. Het is gelegen ten zuiden van Emmeloord, tussen Urk en Ens. De dorpskern ligt bij de kruising van de N716 met de N713 en de N352. Door het buitengebied loopt de A6. Het dorp telt 1.995 inwoners (1 januari 2023).
Het dorp heeft anno 2024 een compacte maar ruimtelijk opgezette dorpskern. Aan de westkant van het dorp is een industrieterrein. Het heeft een groot buitengebied met in het zuiden aan het Ketelmeer de haven en buurtschap Schokkerhaven. De zuidwesthoek wordt de Ketelhoek genoemd en aan de oostkant ligt het voormalige eiland Schokland, dat tot 2008 deels binnen het dorpsgebied lag van Nagele. Het buitengebied kent een groot aantal boerderijen. Door het dorpsgebied stromen onder meer de Nagelervaart, Nagelertocht, Sluitgaarttocht, Professor Brandsmatocht, Abtstocht en de Zuidermeertocht.

## Herkomst van de plaatsnaam
Nagele is vernoemd naar een gelijknamig voormalig eiland en daarop gelegen dorp. Het eiland lag tussen Urk en Schokland. De precieze ligging was lang onduidelijk, maar in 2020 publiceerde zee-archeoloog Yftinus van Popta in zijn studie naar verdwenen plaatsen en eilanden dat Nagele even ten noordoosten van Urk in de buurt van Tollebeek had gelegen. Het eiland en dorp lagen aan een belangrijke vaarroute tussen de monding van IJssel en Stavoren. In een kopie uit de 15e/16e eeuw van documenten uit 1082-1121 duikt het voor het eerst op als Nagelo en in 1204 komt de spelling Nagele voor het eerst voor. Waarschijnlijk zijn rond 1300 zowel het dorp als het eiland onder de golven verdwenen bij een zware stormvloed. 
De betekenis achter de plaats-/eilandnaam Nagele is anno 2024 nog onbekend. Reeds eerder was er ten noorden van Urk een water met de naam Nagel of de Nagele; deze naam werd tot in de twintigste eeuw gebruikt om het vaarwater bij Urk aan te duiden. Moritz Schönfeld acht het niet uitgesloten dat Nagele als Nakala voorkomt in een door de Duitse Keizer Otto I de Grote in het jaar 966 uitgevaardigde oorkonde. Naar alle waarschijnlijkheid is het dit Nakala dat als Nabalia in Tacitus' Historiën genoemd wordt. In dat geval heeft het modernste dorp van de Noordoostpolder de oudst-overgeleverde naam.

## Dorpsbeeld
De dorpskern van Nagele is rondom door een bomenwal beschermd tegen de polderwind. In Nagele is een duidelijke scheiding aangebracht tussen de belangrijke functies verkeer, wonen, werken en vrijetijdsbesteding. Het doorgaande verkeer wordt buiten het dorp gehouden, de bebouwing is ten oosten van de noord-zuidweg gelegen. Om een centraal park is een ring voor het bestemmingsverkeer aangelegd. Collectieve voorzieningen zijn in deze centrale ruimte geplaatst.
Ten westen van deze groene ruimte zijn de winkels in een lint gebouwd. De winkels zijn gelegen op een ongeveer een gelijke afstand van alle woonhoven in het dorp. Om de noord-, oost- en zuidzijde van de verkeersring zijn zeven hoven met woningen aangelegd, elk rondom een eigen centrale groene ruimte. De woningen zijn overwegend in strokenbouw uitgevoerd met een sterke voorkeursoriëntatie van de gevels op het oosten en het westen voor een optimale inval van zonlicht.

## Geschiedenis

### Ontstaan en bouwgeschiedenis
Nagele wijkt qua opzet en bouwstijl af van de andere tien dorpen die rondom Emmeloord zijn gelegen. De bebouwing van Nagele moest openheid en strakheid uitstralen en gebruikmaken van glas en beton. Ook werden er platte daken toegepast. De andere dorpen werden gebouwd door planologen en architecten die de meer traditionele Delftse School volgden met voornamelijk baksteenbouw met schuine daken. Maar bij Nagele koos de Directie van de Wieringermeer (Noordoostpolderwerken) voor een modernistische bouwstijl. Het toenmalige hoofd van de afdeling bouwkunde voor de Noordoostpolder, A.D. Van Eck, was bevriend met Ben Merkelbach, die voorzitter was van de architectengroep De 8. De leden van deze groepering, opgericht in 1927, waren aanhangers van het Nieuwe Bouwen.
De groepering kwam in het kader van het Congrès Internationaux d'Architecture Moderne (CIAM) op het idee van de 'Functionele Stad'. Een uitwerking hiervan werd een dorp in de in 1942 drooggemaakte Noordoostpolder. Merkelbach vroeg Van Eck om een van de geplande dorpen als studieproject uit te werken, met ook het vooruitzicht dat dit werkelijk gebouwd kon worden als dit project erin slaagde een eenduidig ontworpen plan te maken dat ook werkelijk levensvatbaar was. Van Eck ging hiermee akkoord, met enkele voorwaarden. Zo was het basisidee dat het dorp minstens drie scholen, drie kerken en 300 woningen moest bevatten. Verder moesten er panden voor een aantal winkels, een smederij en een café-restaurant komen en moest het dorp ook een aantal sportvelden, een begraafplaats en een industrieterrein krijgen.
Voor dit project werd in 1947 de werkgroep Nagele opgericht. In deze werkgroep zaten de architecten Cornelis van Eesteren, Johan Niegeman, Aldo van Eyck, Gerrit Rietveld, Hein Salomonson, Alexander Bodon, Mart Kamerling en landschapsarchitecte Mien Ruys. In het begin van 1948 was het Van Eyck die een aantal schetsen maakte waarin de uiteindelijke vormgeving van het dorp duidelijk zichtbaar werd. Een opvallend detail was daarbij de bomensingel, begrensd en ingesloten door doorgaande wegen. In het midden van het dorp is een grote open ruimte waarin de voorzieningen, zoals de winkels, de begraafplaats en de sportvelden, zijn ingetekend. Ruys ontwierp het groene, maar ook ruimtelijk open park in dit deel. De woningen kwamen tussen dit open gebied en de boomsingel. Op de tekentafel ontstond ook het idee voor een dorp met platte daken.
De Directie van de Wieringermeer (Noordoostpolderwerken) keurde het definitieve ontwerp voor Nagele begin 1949 goed. Dit ontwerp werd vervolgens in datzelfde jaar door De 8 op het zevende CIAM-congres in Bergamo gepresenteerd. Het had als thema de 'menselijke nederzetting'. De eigenlijke bouw van het dorp liet daarna nog even op zich wachten. In 1952 besloot de Directie het dorp van de geplande 300 naar 500 woningen te vergroten. Er moest daarvoor door de werkgroep een nieuw ontwerp worden gemaakt, ook de Rotterdamse architectenvereniging Opbouw raakte zo betrokken bij het ontwerp. Gaandeweg besloot de groepering dat de basis van het nieuwe ontwerp het ontwerp van 1949 als basis moest behouden.
Het waren de architecten Daniel van Ginkel en Aldo van Eyck die nieuwe en oude ideeën samenbrachten tot een geheel. Hun definitieve ontwerp voor Nagele, met zeven hoven met bewoning, werd in januari 1954 goedgekeurd door de minister van Verkeer en Waterstaat, Jacob Algera. Er werd daarna meteen begonnen met de bouw. Voorafgaande aan de bouw van de huizen werd eerst het omsingelende groen aangelegd, zodat de bewoners sneller werkelijk in het groen kwamen te wonen. Tot 1962 werd er langzaam maar gestaag gebouwd aan het dorp, met hoofdzakelijk ontwerpen van modernistische architecten. In 1962 viel de bouw van de woningen stil, mede omdat de interesse in de Nieuwe Bouwen-stijl flink verminderd was en de betrokken groeperingen inmiddels uiteen waren gevallen.
Uiteindelijk besloot de Directie zelf een plan te maken om het dorp te voltooien. Daarbij werd er afgeweken van het originele ontwerp van 1954. Er werd wel aan vastgehouden dat alle gebouwen platte daken moesten hebben en niet meer dan twee verdiepingen. In 1967 werden de woningen van de Gerstehof en de Lucernehof gebouwd met het gestandaardiseerde VANEG-systeem, ook in de andere hoven werd dit systeem van elementenbouw van beton later toegepast. Eind jaren 70 volgde een eerste uitbreiding aan de zuidkant van het dorp. Deze uitbreiding, met de hoven Wendakker en De Klamp, week iets wat af de oorspronkelijke ruimere opzet van de woningbouw, zo werden hierbij de groene grasvelden volgebouwd.

## Kerken, monumenten en musea
Nagele is een van de dertig wederopbouwgebieden uit de periode tussen 1940 en 1965 die werden geselecteerd door het Rijksdienst voor het Cultureel Erfgoed voor het Beschermingsprogramma Wederopbouw 1959-1965. Het dorp heeft anno 2024 drie rijksmonumenten (dit zijn de drie scholen, gebouwd in 1957 door Aldo E. van Eyck en H.P.D. van Ginkel) en één gemeentelijk monument. Dit betreft de Gereformeerde Ontmoetingskerk (Samen Op Weg kerk) met losse klokkentoren van architecten Johannes van den Broek en Jaap Bakema gebouwd in 1959-1960. Het is een van de vier oorspronkelijke kerken die in het dorp werden gebouwd. Ook alle kerken hebben platte daken.
Oorspronkelijk waren er drie kerken gepland, maar wegens een splitsing in de Protestantse Kerk moest er nog een extra kerk in het dorp worden toegevoegd. De vier kerken staan, in tegenstelling tot de meeste andere dorpen in de Noordoostpolder, dicht bij elkaar. De drie andere kerken waren de Nederlandse Hervormde Kerk uit 1959-1960, de kerk van de Gereformeerde Kerken vrijgemaakt, De Akker uit 1961, beide ontworpen door Wouter van de Kuilen, en de rooms-katholieke kerk, de Sint-Isidoruskerk uit 1961-1962, gebouwd door de architecten Theo Taen en Thomas Nix.
In de voormalige rooms-katholieke kerk is sinds 1998 Museum Nagele gevestigd. In dit museum wordt een beeld gegeven van het ontwerp en de ontwikkeling van het dorp Nagele en diens unieke plaats in de architectuurgeschiedenis van Nederland. In het museum bevindt zich onder meer ook het proefschrift uit 2016 van de Spaanse architect Enrique Abad Monllor, genaamd "Nágele. Un nuevo asentamiento en un paisaje artificial" (Nagele. Een nieuwe nederzetting in een kunstmatig landschap). Naast dit museum kent Nagele nog museumhuis Polman, dat de oorspronkelijk staat van bewoning uit de begintijd van Nagele toont.

## Onderwijs
Het dorp heeft anno 2024 een drietal basisscholen en een peuterspeelzaal. De basisscholen, Titus Brandsma, De Ringloop en Polderwijs, liggen vrij dichtbij elkaar in de groene kern van het dorp. De vrijwel identieke gebouwen zijn gebouwd tussen 1956 en 1957 naar ontwerp van Daniel van Ginkel en Aldo van Eyck. Het metselwerk van de scholen is kenmerkend door het blokverband dat is toegepast. Om dat effect te krijgen zijn de roodgekleurde bakstenen halfsteens boven elkaar geplaatst. Verder werden de scholen ontworpen met het idee dat alle klaslokalen verspringend zijn geplaatst en zo meer op zichzelf staan. Ze worden met elkaar verbonden met een verbrede gang. Hierin is ook overblijfruimte opgenomen. Het ontwerp was voor die tijd experimenteel te noemen en de ontwerpvorm wordt een 'haltype' genoemd.
De scholen zijn alle drie aangewezen als een rijksmonument.

## Sport en cultuur
Op het sportpark van het dorp zitten de voetbalclub VV Nagele, een ijsclub met een ijsbaan en een tennisvereniging. Daarnaast is er nog een algemene sportvereniging, S.V. Nakala, die onderdak heeft in het multifunctionele centrum 'Het Rietveld', samen met onder meer een toneelvereniging en een smartlappenkoor. In het begin van september vindt er in Nagele een autocross plaats. 

## Geboren in Nagele
- Rien van der Velde (1957), politicus
- Eline de Zeeuw (1993), presentatrice en verslaggeefster

## Overleden in Nagele
- Cor Dijkman Dulkes (1938-2006), amateur vliegtuigbouwer